# Friedrich Hammer (Fußballspieler)
Friedrich „Fritz“ Hammer (* 3. November 1921 in Kaiserslautern; † 2. Juli 2012 in Worms) war ein deutscher Fußballspieler.
Neben Karl Blankenberger stand er in der Mannschaft des VfR Wormatia Worms, die 1948/1949 um die Deutsche Meisterschaft mitspielte und gegen Kickers Offenbach ausschied.
Er schoss 48 Tore in 168 Pflichtspielen.